# Tempestuous Fall
Tempestuous Fall (englisch Stürmischer Herbst) war ein kurzlebiges Funeral-Doom-Projekt.

## Geschichte
Tempestuous Fall wurde als ein Projekt des australischen Musikers Tony „Dis Pater“ Parker nach Midnight Odyssey und The Crevices Below gegründet, um sich dem Death- und Funeral-Doom zu widmen. Nach einem Album und einem Split-Album, das seine damaligen drei Projekte präsentierte, beendete er die Aktivität mit Tempestuous Fall im Jahr 2013 erneut. Sowohl das Album The Stars Would Not Awake You wie auch das Split-Album Converge, Rivers of Hell erschienen über I, Voidhanger Records.
Das Album erfuhr eine international positive Resonanz, derweil das Split-Album kaum beachtet wurde. Dominik Sonders schrieb für Doom-Metal.com, dass das Projekt enormes Potential besäße und lediglich das Songwriting konzentrierter angehen müsse, um Redundanzen zu vermeiden und die eigene musikalische Vision zu komprimieren, um etwas Herausragendes zu schaffen. Als „imposantes Debütalbum“, das „absolut bedenkenlos“ zu empfehlen sei beschrieb Markus Peters das Album für Crossfire Metal. Cody Davis lobte das Album im Jahr 2016 zurückschauend in seiner für Metal Injection verfassten Funeral-Friday-Kolumne als „großes künstlerisches Gewicht“, in dem Parker sein Potential gänzlich entfalte. Auch weitere Rezensenten lobten das Album als konsequenten Ausdruck von innerer Kälte, Depression und Verzweiflung.

## Stil
Tempestuous Fall spielt einen Funeral Doom mit Einflüssen aus dem Gothic Metal von Interpreten wie Anathema und My Dying Bride. Teile der Musik werden von Dominik Sonders für Doom-Metal.com „eine Funeral-Doom-Version von My Dying Bride in ihrer Blütezeit zwischen 1992 und 1996“ beschrieben. Zum einordnenden Vergleich wird in der Banddarstellung des gleichen Webzines auf das Verschmelzen der „eleganten und majestätischen Aspekte“ des finnischen Funeral Doom von Gruppen wie Colosseum und Shape of Despair mit einer „dunkleren und düstereren Atmosphäre“ die jener von Nortt entspräche.

„Schon der symphonisch eingeleitete Opener ‚Old & Grey‘ schafft eine Gänsehaut bereitende Atmosphäre und wartet trotz eingestreuten Growls und tonnenschweren Riffs, vor allen im Refrain mit einer majestätischen Wirkung auf. Auch ‚Beneath A Storm Grave‘ kann durch die Wechselwirkung von druckvollen, verspielten und ruhigen Passagen durchaus überzeugen, wobei eine etwas düstere Grundausrichtung auszumachen ist. In ‚Mable Tears‘ ist hingegen neben dem höheren Anteil von Violinen auch ein verstärkter hypnotisierender Effekt zu beobachten.“

## Diskografie
- 2012: The Stars Would Not Awake You (Album, I, Voidhanger Records)
- 2013: Converge, Rivers of Hell (Split-Album mit Midnight Odyssey und The Crevices Below, I, Voidhanger Records)